# گورستان بان کلکین
قبرستان بان کلکین مربوط به مفرغ است و در شهرستان اسلام‌آباد غرب، بخش مرکزی، دهستان حومه شمالی، ۷۰۰ متری شمال روستای چفته واقع شده و این اثر در تاریخ ۲۶ اسفند ۱۳۸۷ با شمارهٔ ثبت ۲۵۷۱۴ به‌عنوان یکی از آثار ملی ایران به ثبت رسیده است.